# Teja Černe
Teja Černe, slovenska jadralka, * 29. september 1984, Koper.
Teja Černe je za Slovenijo nastopila na Poletnih olimpijskih igrah 2004 v Atenah, kjer je v jadralskem razredu laser osvojila 17. mesto.